# Vedran Runje
Vedran Runje (nascut el 10 de febrer del 1976 a Sinj) és un futbolista croat que juga en la posició de porter pel RC Lens.

## Carrera de clubs
Runje va començar la seva carrera professional al HNK Trogir en el 1993 y al Hajduk Split en el 1996, però va ser incapaç de ser un habitual en el primer equip primer amb Tonči Gabrić, la l'equip nacional de Croàcia el porter de reserva en el moment, i, finalment amb el jove prospecte Stipe Pletikosa sent seleccionat per davant d'ell. Amb el temps va deixar el club el 1998 i es va unir a Belgian side Standard Liège.
Runje va jugar per l'Standard Liège fins al 2001, sent nomenat el Porter Belga de l'Any en el 1999 i el 2001. Després va passar a unir-se al club francès de l'Olympique Marseille, on va ser el porter titular en els següents dues temporades i mitja. Ell va ajudar al Marsella a qualifica-se per la Lliga de Campions de la UEFA en el 2003 i va aparèixer en cinc de sis partits del club a la fase de grups de la competició en la temporada 2003–04. Va ser porter titular del club fins al desembre del 2003, perdre el seu lloc després de l'arribada de Fabien Barthez en el gener del 2004 i no fent més aparicions en la Ligue 1 i la competició europea fins al final de la temporada.
Runje va tornar al Standard Liège en l'estiu del 2004. Durant la seva segona etapa amb l'Standard, ell va guanyar un altre premi de Porter Belga de l'Any en el 2006. Durant l'estiu del mateix any, ell va ser transferit a l'equip turc del Beşiktaş JK. Va ser el porter titular del Beşiktaş durant la temporada 2006–07, jugant 32 partits en la Süper Lig i també jugant tots els sis partits de l'equip en la UEFA Cup durant aquesta temporada.
En l'estiu del 2007, Runje va deixar-hi el Beşiktaş i tornà a la Ligue 1 francesa després de ser contractat pel RC Lens. Ell va jugar tots els 38 partits del club a la Ligue 1 en la temporada 2007-08, però no va poder evitar que aquest descendís a la Ligue 2 després d'acabar els 18è en la màxima categoria. També va jugar-hi en tots els sis partits europeus del club durant la temporada.
Malgrat els rumors que podria deixar el club després del seu descens de la màxima categoria, Runje va decidir quedar-se al Lens i, finalment, va ajudar a la tornada del club a la Ligue 1 després de només una temporada en la segona divisió. Runje va jugar 31 partits en la Ligue 2, durant la temporada 2008-09 amb el Lens acabant en la part superior de la lliga. Va mantenir el seu lloc de titular en el club jugant la Ligue 1 passà a fer 32 partits de lliga durant la temporada 2009-10, només faltant els últims 6 partits de lliga de la temporada a causa d'una lesió.

## Carrera internacional
Entre el 1993 i el 1996, Runje va tenir un total de 8 convocatòries pels equips nacionals sub-19 i sub-21. També va jugar un partit per Croàcia B en un partit amistós contra Romania en el gener del 2001.
Quan Slaven Bilić va ser nomenat com l'entrenador del conjunt croat en l'estiu del 2006, Runje va començar a tocar de suplent de Stipe Pletikosa en l'equip nacional. Va fer el seu debut com a internacional absolut el 15 de novembre de 2006 a la qualificació de Croàcia de la UEFA Euro 2008 a Israel, als quals guanyaren 4–3. El seu segon partit en la qualificació per la UEFA Euro 2008 fou la victòria 6–0 de Croàcia contra Andorra en el setembre del 2007, i també van jugar dos partits internacionals en els partits amistosos de Croàcia contra Bòsnia i Hercegovina i Eslovàquia durant el mateix any.
Runje va ser un membre també de l'equip sub-23 de les finals de la UEFA Euro 2008 a Àustria i Suïssa, fer la seva aparició només en últim partit del grup de Croàcia contra Polònia a Klagenfurt. Es va mantenir la porteria a zero en la victòria per 1-0 per a Croàcia, que va jugar el partit amb una sèrie de jugadors de segona línia, havent-se ja assegurat un lloc en els quarts de final després de vèncer a Àustria i Alemanya en els seus dos últims partits en el torneig. La seva única aparició a altres partits internacionals durant l'any 2008 es va produir en un partit amistós contra Eslovènia en agost, on ell va substituir a en la mitja part Pletikosa.
En el juny del 2009, Runje va ser promogut a porter titular en l'equip nacional de Croàcia després que Pletikosa va perdre el seu lloc com a titular en el seu club, l'FK Spartak Moscou. El seu primer partit per la qualificació per l'2010 FIFA World Cup va ser l'empat 2–2 de Croàcia en casa contra Ucraïna el 6 de juny del 2009. El 5 de setembre del 2009, ell va fer diverses bones aturades per salvar l'1–0 de Croàcia en casa contra Belarús en la qualificació per la Copa del Món, sent vist per molts com l'home del partit. També va fer bones aturades contra Anglaterra quatre dies més tard en el següent partit de qualificació, però finalment no va poder evitar que l'equip patira una derrota insultant de 5 a 1. També va ser responsable del cinquè gol d'Anglaterra, failing to make a clearance after a back pass and enabling Wayne Rooney to score easily with an unguarded goal in front of him. Runje made a total of five appearances during the 2010 FIFA World Cup qualifying campaign, which saw Croatia failing to qualify for the finals after finishing third in their group.

## Vida personal
Runje està casat amb el seu primer amor Tihana i ells tenen un fill Roko. El germà menor de Runje, Zlatko Runje, és també un porter professional i actualment està jugant pel Panthrakikos.